# Kamailio
Kamailio (sprich: „Kama·ilio“, ehemals OpenSER) ist eine anpassungsfähige freie Server-Software für das Session Initiation Protocol (SIP) (RFC 3261), die bei der IP-Telefonie die Rolle einer Vermittlungsstelle einnimmt. Ziel des Projektes ist es, einen robusten und skalierbaren SIP-Server zu entwickeln.
Kamailio ist flexibel einsetzbar – von eingebetteten Systemen wie DSL-Routern bis zu großen Installationen mit mehreren Millionen Benutzern bei Internetdienstanbietern. Es ist unter anderem bei dem VoIP-Anbieter Sipgate oder dem Internetdienstanbieter 1&1 im Einsatz.
Kamailio ist komplett in der Programmiersprache C geschrieben und läuft auf Unix- und GNU/Linux-Systemen. Es wird als freie Software auch im Quelltext unter den Bedingungen der GNU General Public License (GPL) verbreitet.

## Funktionalität
Kamailio läuft im IP-Telefonie-Umfeld in erster Linie als SIP-Proxy, Registrar, aber auch als Location- und Anwendungs-Server oder als Gateway zu SMS und XMPP-Diensten.
Die Funktionalität der Kern-Software ist eng beschränkt auf grundlegendes Routing und die Verarbeitung von SIP-Nachrichten. Die Mehrheit der möglichen Funktionen wird über Module eingebunden.
Es existieren mehrere Web-basierte graphische Administrationsoberflächen wie SerMyAdmin.

## Geschichte
Das Mutterprojekt SIP Express Router (SER) wurde 2001 ins Leben gerufen. Im September 2002 wurde erstmals veröffentlicht.
Am 14. Juni 2005 wurde OpenSER von den beiden SER-Kernentwicklern Bogdan-Andrei Iancu und Daniel-Constantin Mierla zusammen mit der SER-Förderin Elena-Ramona Modroiu von SER abgespalten.
Ende Juli 2008 wurde OpenSER wegen markenrechtlicher Probleme in Kamailio umbenannt.
Im August hat Bogdan Iancu aufgrund eines Streits zwischen den Kernentwicklern das Projekt OpenSIPS abgespalten.
In der zweiten Jahreshälfte 2008 wurde das SIP Router Project gegründet, um Entwicklungsbemühungen zu bündeln.
Nach SER 2.1.0 und Kamailio 1.5.0 wurden die Codebäume dieser beiden Projekte vereint. Das am 11. Januar 2010 erschienene Kamailio 3.0 basiert auf dem neuen zusammengeführten Quellcode. OpenSIPS blieb unabhängig.